# Олександрівський рудник

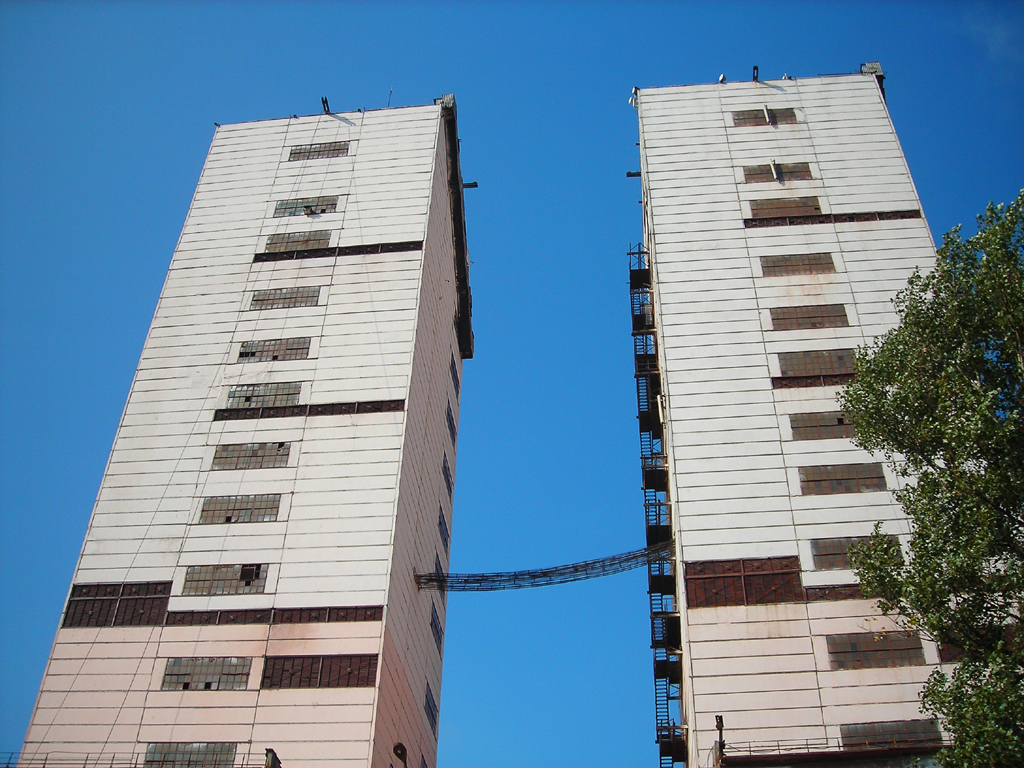
Баштові копри шахти «Гвардійська», Кривий Ріг

Рудоуправління ім. Рози Люксембург — історичний рудник у м Кривий Ріг, Дніпропетровська область, Україна. Входив до складу об'єднання Кривбасруда, на середину 2010-х, складова руднику шахта Гвардійська входить до складу ВАТ «Криворізький залізорудний комбінат» (КЗРК).

## Історія
Експлуатаційні роботи з видобутку залізної руди в межах гірничого відводу РУ ім. Рози Люксембург були розпочаті в 1886 Брянським акціонерним товариством.
Багаті неміцні руди були прикриті незначною товщею наносів. У початковій стадії відпрацювання кар'єрів після розкривних робіт, що виконувались без всякої механізації грабарями, руда відпрацьовувалася кайлами, вантажилася на ручні носилки або тачки і піднімалася на поверхню, де складувалася в штабелі або на підводах відвозилася на найближчу залізничну станцію Пічугіно.
З поглибленням кар'єрів для підйому вагонеток з рудою застосовувалися похилі підйомники, розташовувані в лежачому боці. Підйом здійснювався малопотужними паровими машинами або кінними барабанами.
Підземна розробка була розпочата у 1907, коли почали роботу шахти «Ходзинська» («Кар'єрна»), уклонки № 1 (на покладі «Основна + Західна») і № 5 (на покладі «Гнізда 1-П»).
В 1913 у на колишньому Олександрівському руднику одночасно працювали 2 кар'єри і 3 шахти, які добули 103 200 т руди.
У роки Першої світової війни і Громадянської війни кар'єри і шахти рудника були зруйновані і затоплені.

### Націоналізація
У березні 1923 постановою ВРНГ на території РУ було утворено рудник ім. Червоної Гвардії, що входив до складу Ленінського рудоуправління. У середині 1925 була відновлена шахта «Ходзинська» (пізніше перейменована імені Рози Люксембург). До 1930 відновлені шахти і кар'єри видавали до 600 тис.т руди на рік.
За планом відновлення і реконструкції рудника в першій п'ятирічці почалося будівництво нових гірничих об'єктів. У 1930 році були пройдені стволи шахт «Комсомолка» і «Червоний Гірник», закладені в шахтних полях уклонок № 1 і № 5.
Розвідувальними роботами, які велися 30-ма шурфами, були розкриті нові поклади: Південна, Східна, Північно-Східна, Північна з загальної експлуатаційної площею 30 тис. м². На базі наявних і розвіданих рудних покладів 1 травня 1930 було закладено ствол шахти «Нова», яка була здана в експлуатацію в кінці 1939. У 1940 добовий видобуток сягав на цій шахті 6000 т. Шахта «Нова» була оснащена найсучаснішою на той час гірничою технікою. У травні 1939, через розукрупнення тресту «Руда» рудник ім. Червоної Гвардії було перейменовано на шахтоуправління імені Рози Люксембург, яке увійшло в знову організований трест «Ленінруда».
Освоєння проектної потужності на шахті «Нова» було перервано Другою світовою війною, через бойові дії було повністю зруйновано всі промислові споруди рудника. Шахти були затоплені.
У грудні 1945, було відновлено клітьовий підйом шахти «Нова» та в 1946 було видобуто 323 500 тонн руди. У грудні 1948 відновлено скіповий підйом і ДСФ шахти «Нова». В 1951-у шахта «Нова» досягла і перевершила довоєнний рівень видобутку.
Шахта «Комсомолка» була повністю відновлена в 1948, шахта «Червоний Гірник» — в 1949.
З пониженням гірничих робіт на глибину понад 500 метрів підйомні можливості стволів шахт «Нова», «Комсомолка» і «Комсомольська-1» (здана в експлуатацію 4 листопада 1957) практично були вичерпані. Щоб забезпечити в перспективі роботу підйому з великих глибин на руднику була проведена генеральна реконструкція, завершена в 1965, на лежачому боці ствола шахти «Нова» були пройдені спарені стволи діаметром 7.5 м у світлі шахти «Гвардійська». Над стволами споруджені 96-ти метрові бетонні копри баштового типу. Кожен копер оснащений скіповою багатоканатною підйомною машиною МК 5х4 зі шківами тертя і клітьовою підйомною машиною також типу МК 5х4. Вантажопідйомність скіпів з донним розвантаженням 25тонн. Кліті двоповерхові, розраховані на видачу 10-ти тонних вагонеток.
З введенням в експлуатацію шахти «Гвардійська» було вирішено питання з централізацією розробки родовища. Рух видобутої руди як під землею, так і на поверхні сконцентровано тепер в єдиному потоці. У зв'язку з пуском в експлуатацію шахти «Гвардійська», в 1966, було ліквідовано як самостійні видобувні одиниці шахти «Комсомольська-1» і «Комсомолка».
Ствол шахти «Нова» розпочали використовувати для розкриття родовища на нижніх горизонтах.

## Сучасний стан
На середину 2010-х родовище залізних руд в полі РУ розкрите рудопідіймальними стволами № 1 і № 2 ш. «Гвардійська», допоміжними стволами шахти «Нова», а також стволами «Північна-Вентиляційна».
Очисна виїмка ведеться на горизонтах 1110 м, 1190 м у підготовці знаходяться горизонти 1190 м, 1270 м.
Розтин і розробка горизонтів 1270 і 1350 м проводиться поглиблення стволів ш. «Гвардійська-1» до горизонту 1430 м, ш. «Нова» до горизонту 1590 м, ш. «Північна-Вентиляційна» до горизонту 1350 м і проходкою відкотних квершлагів і штреків на горизонтах 1270 і 1350 м.
Відповідно до гірничогеологічних умов очисна виїмка ведеться системами з обваленням порід що налягають, а також камерними системами.

## Ресурси Інтернету
- Освітній портал Рудана